# بلسم عبد الملك
بَلْسَم بنت عبد الملك (ت. 1360 هـ / 1941 م) هي أديبة مصرية، من أصل قبطي. أصدرت في القاهرة «مجلة المرأة المصرية». ولدت بلسم في مركز أبنوب التابع لمحافظة أسيوط. وهي تنتمي إلى عائلة ثرية اسمها (أبي الخير). وحرص الوالد علي أن تتلقي ابنته بلسم تعليمًا جيدًا فالتحقت بمدرسة الراهبات الفرنسيات التابعة للإرسالية الكاثوليكية الفرنسية. ونالت بلسم أرقى الشهادات الدراسية. وفي هذه الفترة المبكرة من تاريخ حياتها أتقنت بلسم اللغتين العربية والفرنسية. وعقب تخرجها من الجامعة مباشرة، التحقت بمجال التدريس وتم تعيينها في مدرسة بنات طنطا القبطية، وظلت بلسم تتولي العديد من المناصب التابعة لوزارة المعارف المصرية. وتم تعيينها بعد ذلك ناظرة لمدرسة البنات المرقسية بالإسكندرية. وفي الفترة التي تولت فيها هذا المنصب، عملت بلسم علي تنظيم عدد من المدارس في محافظات الجمهورية منها بني سويف والمحلة الكبرى والقاهرة وسوهاج. وذلك كان منارة للرقي والنظام والتحضر في المجتمع المصري.

## بلسم والصحفيات الثائرات
كانت بلسم عبد الملك واحدة من أهم رائدات العمل السياسي اللاتي سطع نجمهم في المجتمع العربي. وصوتًا فعالًا من أصوات الحركة الوطنية المصرية في فترة العشرينيات والثلاثينيات من القرن العشرين. وهي أيضًا من النساء المصريات اللاتي شاركن بالخطب والمظاهرات السياسية النسائية التي كانت تُلقي في الأزهر والمساجد والكنائس المختلفة، وكانت في كثير من الأحيان تجوب الشوارع والأحياء والميادين مطالبة بالإستقلال التام والجلاء الإنجليزي عن مصر.شاركت بلسم في النهضة المصرية فكانت من أوائل المصريات اللاتي طلبن بالإستقلال وأسهمت في ثورة 1919.و كانت إحدي الكاتبات ذوات المنهج الواضح والإسلوب الصريح في معالجة مشكلات المجتمع العربي. وذكر كتاب"صحفيات ثائرات" لمؤلفه إسماعيل إبراهيم، أن "بلسم عبد الملك" أصدرت مجلة "المرأة المصرية"، حيث صدر العدد الأول منها في يناير 1920. وهي مجلة علمية أدبية نسائية، وكانت صورة الغلاف الأول صورة ملكة فرعونية. وعللت بلسم عبد الملك ذلك بأن المجلة تأتي برسم الأميرة المصرية "نفرت"لأنها سوف تكون مجلة تعبر عن المرأة المصرية الصحيحة، بعد أن نهضت المصرية لتأخذ بيد القابعات في الظلام، وسوف يكون هذا الرسم في صدر كل عدد."و ظلت المجلة تسير علي الخط الذي رسمته لها صاحبتها، حتي توقفت في ديسمبر عام 1938. وذلك
لوفاة بلسم في أكتوبر في نفس السنة.

## بلسم عبد الملك والزعيم مصطفي كامل
وكانت تجمع بلسم والزعيم المصري مصطفى كامل علاقة وطيدة. ويتضح ذكر في نص الخطبة الرائعة التي تحدثت بها بلسم أثناء الاحتفال الذي أقيم بمناسبة ذكراه وكان ذلك في 13 فبراير عام 1920. احتشدت النساء في ساحة الأزهر وقالت السيدة بلسم عبد الملك كلمة تذكر فيها موقفًا حدث بينها وبين الزعيم المصري «مصطفي كامل». وبدأت حديثها تقول: «كنت عائدة من الإسكندرية إلي مصر في مهمة رسمية تتعلق بعملي المدرسي، وأردت أن أقطع الوقت في القطار بقراءة إحدي المجلات العلمية الفرنسية، وكان الزعيم مصطفي كامل جالسًا أمامي في نفس الديوان، فسألني بالفرنسية» اسمحي لي يا سيدتي بسؤال صغير إني أري زيك زيًا أوروبيًا وجلستك جلسة سيدة أوروبية راقية وفي يدك مجلة فرنسية لي الشرف بصلة صداقة مع أصحابها، وفي نفس الوقت أري وجهك يكاد يكون مصريًا. فأجابته بالعربية:«لي الفخر بأنني مصرية صميمة لحمًا ودمًا من الأباء إلي الأجداد إلي فجر التاريخ فوثب واقفًا من الدهشة وأبدي استغرابه من وجود أمرأة مصرية في زي أوروبي في هذا الوقت المبكر وطلب مني أن يعرف اسمي بعد أن قدم لي نفسه فأجبته بأن اسمي بلسم عبد الملاك ومهنتي ناظرة مدرسة البنات القبطية المرقسية بالإسكندرية واسترسل معي في الحديث العذب والثناء المستطاب وقدم إلي رجاء وهو أن يكون أسمي (بلسم عبد الملك) ليس (عبد الملاك) بدون إبداء أي مبررات مقنعة وصار هذا اسمي من هذه الساعة. ومازلنا نتزاور ونتعايد ونتراسل إلي أن أختاره الله إلي جواره وهو في قمة جهاده.»